# 东站街道 (长春市)
东站街道，是中华人民共和国吉林省长春市二道区下辖的一个乡镇级行政单位。

## 行政区划
东站街道下辖以下地区：
滨河社区、绿安社区、吉柴社区、东新社区、十委社区和紫盈社区。